# Adonal Foyle
Adonal David Foyle (Canouan, São Vicente e Granadinas, 9 de março de 1975) é um ex-jogador de basquetebol profissional vicentino-americano que atuava como pivô na NBA.